# Ljublino (Moskau)
Ljublino (russisch Люблино) ist seit 1995 ein Stadtviertel des Südöstlichen Verwaltungsbezirks von Moskau. Dieser Bezirk hat 170.143 Einwohner (2015) und ist damit einer der größten Bezirke in Moskau.

## Lage

Lage von Ljublino in Moskau

Ljublino liegt in der Mitte des Südöstlichen Verwaltungsbezirks und begrenzt sechs Bezirke: Kapotnja und Marjino im Süden, Petschatniki im Westen und Tekstilschtschiki, Kusminki und Wychino-Schulebino im Norden. Dieser Bezirk begrenzt auch die Stadt Kotelniki im Osten.

## Verkehr
Der Eisenbahnunfall von Moskau ereignete sich hier im Jahr 1932.
1996 wurden in Ljublino zwei U-Bahn-Stationen der Ljublinsko-Dmitrowskaja-Linie gebaut: Wolschskaja und Ljublino. Es gibt auch viele Buslinien in diesem Bezirk, mehrere von denen verbinden Ljublino mit dem Zentrum.